# Juan Manuel Olmedo
Juan Manuel Olmedo (Buenos Aires, 17 de agosto de 1972) es un actor, cineasta, artista marcial y especialista de cine argentino, reconocido por su trabajo en producciones para cine y televisión en su país como Conde y el Toro, La guerra de los sexos, El precio del poder, Sábado bus,  Showmatch y el largometraje Justicia propia, el cual dirigió y protagonizó.

## Biografía

### Primeros años
Olmedo nació en la ciudad de Buenos Aires el 17 de agosto de 1972. Se interesó por las artes marciales a una temprana edad y empezó a practicar Taekwondo a los once años. Inició su carrera profesional como especialista en el evento Power Rangers Turbo en los espectáculos del Parque de la Costa en Tigre a finales de la década de 1990. Esta experiencia le permitió vincularse a la industria del cine y la televisión argentina, inicialmente como especialista y más adelante como actor, director y productor.

### Carrera en los medios
Luego de aparecer en algunos cortometrajes y especiales para televisión, Olmedo integró el elenco de la serie Titanes en el ring en el año 2000. Un año después protagonizó junto a Daniel Santillán y Marcela Baños la miniserie de acción de Canal 9 Conde y el Toro. En 2004 interpretó a un personaje conocido como el «hombre de fuego» en el programa de variedades Showmatch, conducido por Marcelo Tinelli.
En 2010 escribió y protagonizó junto a Antonio Grimau y Ximena Fassi el largometraje Fuera de la ley, dirigido por Francisco Paredes. Luego de aparecer junto a la modelo y conductora Pamela David en el programa de televisión Animales sueltos, protagonizó el telefilme Interpretando a Bin Laden para el Canal 13 en 2011. Tres años después codirigió e interpretó el papel principal en el largometraje de acción Justicia propia, estrenado en las salas de cine argentinas el 2 de octubre y exhibido en el Festival Internacional de Cine de Mar del Plata. A partir de entonces ha registrado apariciones en producciones cinematográficas como Fist of fire, Pelador callejero, Garra mortal, Revancha, Cabal y Snake Eyes, oficiando como director y guionista en algunas de ellas.
Como especialista y doble de acción, Olmedo ha trabajado en producciones para cine y televisión como Sábado bus (1999), La guerra de los sexos (2000), Matrimonios y algo más (2001), El precio del poder (2002) y Malandras (2003), entre otras. En 2010 fundó la empresa de producción y escuela de cine, teatro y televisión Stunt Fighter, con la que ha producido películas y especiales para televisión. Durante su carrera ha aparecido además en diversos comerciales para marcas como Blockbuster, Speed Stick, Molson, MTV y Samsung.

### Carrera deportiva
Olmedo inició su carrera en torneos oficiales de Taekwondo ITF en 1994, disciplina en la que ostenta el cinturón negro de siete grados, ocupando la tercera posición en el Campeonato Internacional de Puerto Rico. Entre 1995 y 1996 ganó títulos en los campeonatos de Chile y Uruguay en diversas categorías, y fue seleccionado para competir en el Campeonato Panamericano celebrado en la ciudad de Regina, Canadá, donde representó a su país. En enero de 2020 participó en la Mega Convención de las Artes Marciales en Atlantic City, donde fue condecorado con el premio «Modern Warrior». En septiembre del mismo año se convirtió en el nuevo presidente mundial de la Federación Internacional de Bushido, en reemplazo del Shihan Jorge Borjas.

## Filmografía destacada

### Cine y televisión
| Año  | Título                        | Papel           | Notas                                                    |
| ---- | ----------------------------- | --------------- | -------------------------------------------------------- |
| 1990 | Videomatch                    | Hombre de fuego | Especial de televisión, coordinador de escenas de acción |
| 1998 | Power Rangers Turbo Backstage | Green Ranger    | Cortometraje                                             |
| 1999 | Sábado bus                    | Él mismo        | Coordinador de escenas de acción                         |
| 1999 | Taekwondo: Impacto marcial    | Él mismo        | Cortometraje                                             |
| 2000 | Titanes en el ring            | Haker           | Serie de televisión                                      |
| 2000 | La peluquería de Don Mateo    | Él mismo        | Coordinador de escenas de acción                         |
| 2001 | Conde y el Toro               | Conde           | Serie de televisión                                      |
| 2001 | Matrimonios y algo más        | Él mismo        | Coordinador de escenas de acción                         |
| 2002 | El precio del poder           | Él mismo        | Coordinador de escenas de acción                         |
| 2003 | Femenino masculino            | Él mismo        | Coordinador de escenas de acción                         |
| 2004 | Showmatch                     | Hombre de fuego | Especial de televisión, coordinador de escenas de acción |
| 2010 | Fuera de la ley               | Diego           | Largometraje, también guionista                          |
| 2011 | Animales sueltos              | Él mismo        | Especial de televisión                                   |
| 2011 | Interpretando a Bin Laden     | Osama Bin Laden | Telefilme                                                |
| 2012 | Death Valley                  | Agente          | Telefilme                                                |
| 2012 | Juan Olmedo Fighters          | Conde           | Cortometraje                                             |
| 2013 | Underdogs                     | Él mismo        | Coordinador de escenas de acción                         |
| 2014 | Justicia propia               | Diego Ponce     | Largometraje, también director                           |
| 2015 | Mohamed Qissi en Argentina    | Él mismo        | Cortometraje, productor ejecutivo                        |
| 2017 | Peleador callejero            | Ardilla         | Cortometraje, también coordinador de escenas de acción   |
| 2018 | Fist of Fire                  | John McTiernan  | Cortometraje                                             |
| 2019 | Garra mortal                  | Marcos Galván   | Largometraje, también coordinador de escenas de acción   |
| 2019 | Revancha                      | Gabriel         | Largometraje, también coordinador de escenas de acción   |
| 2020 | Cabal                         | Guardia         | Largometraje                                             |
| 2020 | Snake Eyes                    | Snake Eyes      | Cortometraje                                             |